# Joakim Lindblad
Carl Joakim Lindblad, född 19 april 1964 i Eskilstuna, är en svensk skådespelare.

## Biografi
Lindblad TV-debuterade 1999 i serien Insider. 2000–2005 var han engagerad vid Dalateatern och har även arbetat för bland annat Riksteatern och Skottes musikteater i Gävle. 2004 medverkade han i filmen Masjävlar i rollen som Jan-Olof. För denna rollprestation nominerades han till en Guldbagge 2005 i kategorin bästa manliga biroll.
Sedan 2010 arbetar Lindblad som Kulturstrateg på Kultur- och ungdomsförvaltningen i Falu kommun.

## Filmografi
- 1999 – Insider (TV-serie)
- 2000 – Sjätte dagen (TV-serie)
- 2004 – Tunna väggar
- 2004 – Masjävlar
- 2006 – Kvarteret Skatan (TV-serie)
- 2006 – Bota mig! (TV-serie)
- 2006 – Mäklarna (TV-serie)
- 2006 – Små mirakel och stora
- 2006 – Göta kanal 2 – kanalkampen
- 2007 – En riktig jul (TV-serie)
- 2010 – Änglavakt

## Teater

### Roller
| År   | Roll             | Produktion                                | Regi              | Teater      |
| ---- | ---------------- | ----------------------------------------- | ----------------- | ----------- |
| 1993 | Laurentius Petri | Mäster Olof August Strindberg             | Mathias Lafolie   | Storkyrkan  |
| 2003 | Caliban          | Stormen (The Tempest) William Shakespeare | Patrik Pettersson | Dalateatern |